# Rue Jacquemars-Giélée
La rue Jacquemars-Giélée est une rue de Lille.

## Situation et accès
Située dans le quartier de Lille-Centre, la rue Jacquemars-Giélée relie le boulevard Vauban, au niveau du jardin Vauban, à la place de la République. Longue de 820 mètres, elle est située entre la rue Solférino et le boulevard de la Liberté, axes par rapport auxquels elle est imparfaitement parallèle. La rue se rapproche en effet légèrement du boulevard de la Liberté du nord vers le sud. Elle coupe la rue Nationale selon un angle légèrement oblique au niveau de la place de Strasbourg, carrefour présentant un tracé monumental en étoile, typique de l'urbanisme du XIXe siècle.
Elle est desservie à une de ses extrémités par la station de métro République - Beaux-Arts.

## Origine du nom
Elle rend hommage au poète du Moyen Âge Jacquemart Giélée.

## Historique
Cette rue a été tracée au cours des années 1860 dans la zone libérée par la disparition de la partie sud-ouest des anciennes fortifications de 1670 de la ville de Lille au moment de son agrandissement en 1858, à la limite nord-ouest de la zone d'inondation créée par Vauban à partir de 1670 pour protéger la ville en cas de siège. Dénommé « rue de Beauharnais » à son ouverture, elle est renommée « rue Jacquemars-Giélée » après la chute du Second-Empire.

## Bâtiments remarquables et lieux de mémoire
- La préfecture et ses jardins, dont les façades, toitures, grand escalier, salon qui fait face, bureau 1900 du secrétariat, sont protégés au titre des monuments historiques, par arrêté du 29 octobre 1975 [2]

- archives départementales du Nord au no 74[3], élevées en 1906-1908 par Léonce Hainez